# Thomas Cornelis Maria van Rijckevorsel

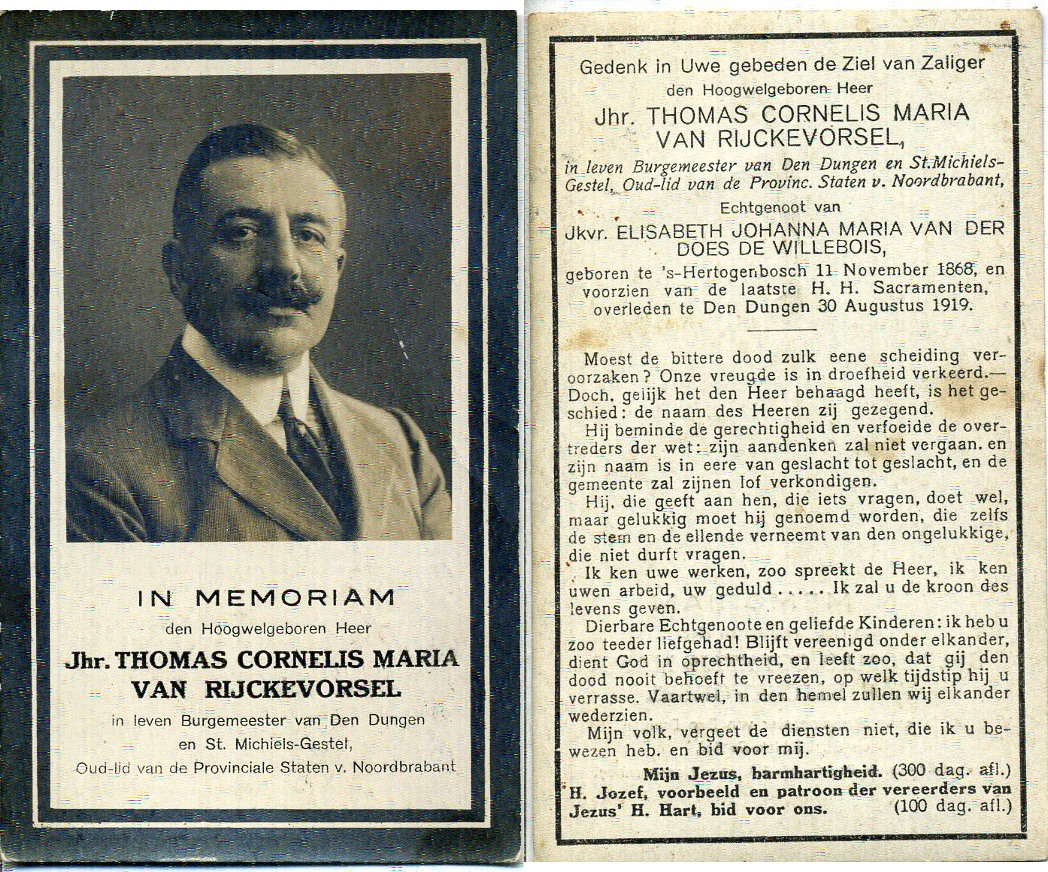
Bidprentje voor Van Rijckevorsel

Jhr. Thomas Cornelis Maria van Rijckevorsel ('s-Hertogenbosch 11 november 1868 − Den Dungen 30 augustus 1919) was een Nederlands burgemeester.

## Biografie
Van Rijckevorsel was een lid van de familie Van Rijckevorsel en een zoon van jhr. mr. Cornelius Richardus Edmundus van Rijckevorsel (1829-1876) en diens tweede echtgenote Antonia Petronella Francisca van Heijst (1839-1919). Hij trouwde in 1904 met jkvr. Elisabeth Johanna Maria van der Does de Willebois (1879-1955), lid van de familie Van der Does de Willebois met wie hij twee kinderen kreeg, onder wie de burgemeester jhr. mr. Frans Joseph Cornelis Maria van Rijckevorsel (1907-1959).
In 1896 werd Van Rijckevorsel burgemeester van Den Dungen en in 1906 ook van Sint-Michielsgestel. Hij was daarnaast vanaf 1905 lid van de Provinciale Staten van Noord-Brabant. Hij bleef tot zijn overlijden in al deze ambten aan.